# Autoroute A11 (Autriche)
Pour les articles homonymes, voir A11.
L'autoroute autrichienne A11 (en allemand : Karawanken Autobahn (A11) ou Autoroute Karawanken) est un axe autoroutier situé en Autriche, qui relie Villach à la Slovénie.